# Coire Na Feinne
Das Kammergrab (englisch chambered tomb) Coire Na Feinne (auch Coir Fhinn oder Coire na Finne genannt) liegt nördlich des 159 m hohen Cleit Niosaboist, bei Nisabost auf der Halbinsel Luskentyre, im Süden der Äußere-Hebriden-Insel  Harris in Schottland.
Die Reste des Kammergrabes unklaren Typs liegen im steil abfallenden Garten eines Hauses nahe der Straße A859. Es ist keine Spur des Cairns erhalten, aber ein verlagerter Deckstein und sechs Platten der Kammerwände. Vier bilden einen Halbkreis und zwei gehören vermutlich zum Gang. Die südliche der beiden Gangplatten ist nach außen geneigt. Die Gangmündung kann etwa 1,0 m breit gewesen sein. Der Innenraum der Kammer misst etwa 5,3 m × 3,0 m. Die oberen Bereiche der spitzen Steine, die die Kammerwand bildeten, überragen den Schutt im Inneren um 0,6 bis 1,1 m, sind also größer. Der Deckstein im Inneren ist eine massive Platte von 2,2 m Länge, die auf der Unterseite zackig und auf der Oberseite glatt und abgewittert ist. Auf der Oberseite, liegen nahe dem Rand zwei Schälchen (englisch  cups), die den Eindruck eines Augenpaares vermitteln. Das etwas größeren misst 50 mm im Durchmesser und ist 12 mm tief. Sein erhöhter Rand misst 3 mm.
Nördlich der der A859 liegt das Souterrain von Nisabost (Canmore 10536) und etwa 300 m entfernt steht der Clach Mhic Leoid-Menhir.
Die Anlage ist als Scheduled Monument geschützt.